# Anatolio (magister militum)
Anatolio (latino: Anatolius; fl. VII secolo) è stato un militare bizantino, Magister militum al comando delle truppe bizantine del Ducato di Napoli.

## Biografia
Anatolio fu un Magister militum e probabilmente dux di Napoli, al comando delle truppe bizantine del Ducato di Napoli ed ebbe l'ordine, in una lettera di papa Onorio I, di consegnare allo Iudex Provinciae un soldato del castrum di Salerno colpevole di aver ucciso il fratello.